# ズィビレ (雑誌)
『ズィビレ―ファッション・文化雑誌（独: Sibylle „Zeitschrift für Mode und Kultur“）』は、東ドイツの女性雑誌。ファッション・インスティテュート・ベルリンが編集した。発行者はジュビレ・ゲルストナー（Sybille Gerstner）で、この雑誌の名前の由来である。

## 沿革
『ズィビレ』は、1956年に創刊、ライプツィヒの女性雑誌から、隔月で刊行された。発行部数は20万部で、発売と同時にすぐに売り切れ、東ドイツのヴォーグと呼ばれた。アルノ・フィッシャー、ロジャー・メリス、ギュンター・レッスラー、ウテ・マーラー（Ute Mahler）、ズィビレ・ベルゲマン、スヴェン・マルクヴァルト、エリーザベト・マインケ（Elisabeth Meinke）などの芸術的なファッション写真と、人気のあった記事がブランドであった。女性雑誌に典型的なお悩み相談の記事は意識的に載せなかった。長いあいだファッション編集をしていたのは、写真家ロジャー・メリスと結婚したドロテア・ベルトラム（Dorothea Bertram）である。この雑誌に掲載されたファッションは、社会主義的な現実とはあまり関係がなかった。
ほかに人気のあった東ドイツの女性雑誌は、1963年にベルリン出版から創刊された『フュア・ディッヒ』で、この雑誌の前身は1946年～1962年に刊行された『ディー・フラウ・フォン・ホイテ』である。
1994年に『ズィビレ』の編集者ズザーネ・シュタイン（Susanne Stein）、レギーナ・ドンラート（Regina Donradt）、エリカ・ビュットナー（Erika Büttner）は、再統一によって疲弊した雑誌を救出しようとした。1990年から一時的に、ゴング出版に属していたものの、1995年には、経営上の理由から最終的に自費出版のかたちで継続することになってしまった。その後、イヴォンヌ・キルマー（Yvonne Killmer）が、この雑誌の編集局長として活動し、最後の編集局長はズザーネ・シュタインで、アート・ディレクターはアンドレ・リヴァル（André Rival）。